# مولچت دوما
مولچت دوما (روسی: Молчат Дома; تلفظ [mɐlˈt͡ɕat dɐˈma]) یک گروه موسیقی پست-پانک بلاروسی از مینسک است که در سال ۲۰۱۷ تشکیل شد. این گروه اکنون متشکل از اگور اشکوتکو (آواز)، رومان کوموگورستف (نوازندهٔ گیتار و ماشین درام)، و پاول کوزلوف (نوازندهٔ گیتار بیس) است. سبک موسیقی آن‌ها از موسیقی راک روسیه در دههٔ ۸۰ میلادی تأثیر پذیرفته و معمولاً به عنوان پست-پانک، موج نو وسینث-پاپ توصیف شده‌است.
آن‌ها نخستین آلبومشان به نام «از بام خانه‌هایمان» (روسی: С крыш наших домов, S krysh nashikh domov) را در سال ۲۰۱۷ و سپس دومین آلبومشان، «اتاژی» را در سال ۲۰۱۸ منتشر کردند. پس از اینکه در سطح جهانی به محبوبیت رسیدند، در سال ۲۰۲۰ با ناشر مستقل سیکرد بونز ریکوردز قرارداد بستند و برای نخستین بار در آمریکای شمالی آثار خود را منتشر کردند. آلبوم سوم آن‌ها، «بنا»، در ۱۳ نوامبر ۲۰۲۰ منتشر شد.

## تاریخچه
مولچت دوما در مینسک، بلاروس تشکیل شد و در سال ۲۰۱۷ انتشار موسیقی را آغاز کردند. آن‌ها نخستین آلبومشان، از سقف خانه‌هایمان (روسی: С крыш наших домов) را خودشان در ۲۴ آوریل ۲۰۱۷ عرضه کردند. در ژوئیه ۲۰۱۷، آن‌ها تک‌ترانهٔ تاجر (Коммерсанты، Kommersanty) را منتشر کردند. سال بعد، این گروه دومین آلبومشان به نام «اتاژی» (Этажи، «طبقه‌ها») را در ۷ سپتامبر ۲۰۱۸ منتشر کردند.

با گذشت زمان، دو آلبوم نخست از طریق یوتیوب و بندکمپ محبوبیت پیدا کردند. موسیقی آن‌ها به شکل غیررسمی توسط کاربری به نام «Harakiri Diat» آپلود می‌شد که همچنین موسیقی مشابه دیگر گروه‌ها را منتشر می‌کرد. تا پایان ۲۰۱۹، اتاژی حدود دو میلیون شنونده از طریق آپلود آلبوم پیدا کرده بود. گروه در ابتدا در کشور میهنشان بلاروس مانند دیگر مناطق اروپا محبوب نبود. آن‌ها در تمام قاره اجرا کرده بودند اما نه در بلاروس؛ هرچند آن‌ها اظهار داشتند که علاقه‌ای به اجرا در مینسک آرنا ندارند.

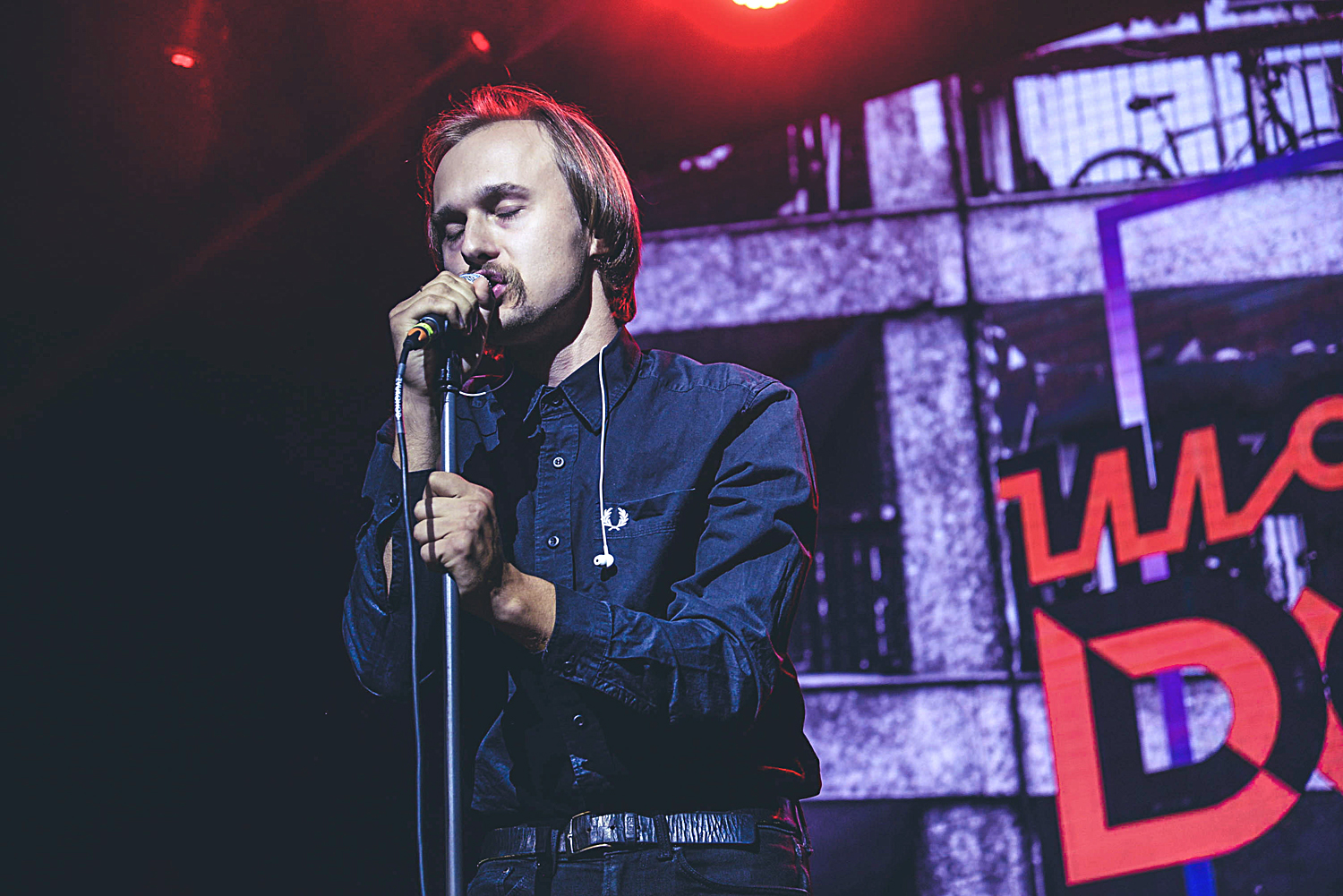
خانه های خاموش در استریولتو 2020

## سبک موسیقی و متن
مولچت دوما اظهار داشتند که تحت تأثیر موسیقی راک دههٔ ۱۹۸۰ روسیه از دوران پرسترویکا قرار گرفتند، به‌ویژه گروه کینو. آن‌ها همچنین با دو گروه کیور و جوی دیویژن مقایسه شده‌اند. سبک آواز اگور اشکوتکو و ظاهر در صحنه همانند ایان کرتیس، خواننده جوی دیویژن است. کت ژنگ از پیچفورک آواز اشکوتکو را «طیفی و بی‌جسم» توصیف کرده‌است.
در حال حاضر، مولچت دوما هرگز به زبان بلاروسی آهنگ نخوانده‌اند. هنگامی که در این باره از آن‌ها پرسیده شد، به سادگی پاسخ دادند که «برای آن‌ها راحت‌تر است».